# Decknamen nationalsozialistischer Geheimobjekte
Während des Zweiten Weltkrieges wurden kriegswichtige Bauvorhaben in der Regel mit Decknamen bezeichnet. Dies betraf sowohl oberirdische Bauten als auch unterirdische Verlagerungen. Viele der Objekte wurden nicht fertiggestellt.
Vorwiegende Verwendung fanden dabei Tier- und Pflanzennamen sowie Vornamen.
Schwerpunkte waren dabei das U-Verlagerungsprogramm des Jägerstabes (unterirdische Fertigung von Jagdflugzeugen, wie der Me 262), das A4-Programm (unterirdische Raketenproduktion) und das Geilenberg-Programm (unterirdische Verlagerung von Hydrierwerken).
Systematik der Decknamen beim RMfRuK (Reichsministerium für Rüstung und Kriegsproduktion):
| Natürliche Höhlen       | Begriffe aus dem Münzwesen     |
| Alte Schachtanlagen     | Tiernamen aller Art            |
| Alte Stollenanlagen     | Fisch- und Amphibiennamen      |
| Neue Stollenanlagen     | Geologische Bezeichnungen      |
| Ehemalige Bunkeranlagen | Begriffe aus der Pflanzenkunde |
| Tiefe Keller            | Weibliche Vornamen             |
| Neue Bunkerbauten       | Männliche Vornamen             |
| Verkehrstunnel          | Vogelnamen                     |

Daneben gab es aber auch andere Verschlüsselungssysteme wie Großbuchstaben oder Ziffern. Die Organisation Todt nutzte u. a. auch ein Tarnnamensystem aus Flussnamen (z. B. Elbe, Oker, Weser, Aller) und Tiernamen plus Behausung (wie z. B. Bärenhöhle, Adlerhorst). Auch wurden (falsche) Firmenbezeichnungen als Decknamen benutzt. Das gleiche Objekt konnte mehrere Namen tragen (z. B. bei der SS-IKL und dem RfRuK).

## A
- Albit – Verlagerung aus den Zeiss-Werken in die Rothensteiner Höhle bei Rothenstein
- Albion – Munitions- und Sprengstoffwerk bei Malchow in Mecklenburg-Vorpommern
- Anhydrit – (Projekt B 3) geplante Erweiterung der V-Waffen-Produktionsstätte „Mittelwerk“ des Mittelbau-Dora als U-Verlagerung im Himmelsberg bei Woffleben. Hier war eine Produktionsstätte von Junkers-Strahltriebwerken vorgesehen (siehe auch Hydra).
- Anke – Geplante U-Verlagerung für Torpedofertigung und Torpedolagerung des Torpedoarsenals Mitte Rudolstadt in Stollen der Schiefergrube Kolditz der Gebr. Grosser bei Probstzella und Marktgölitz
- Axinit – Klöckner-Werke in Gurein
- Aal – Hausertorstollen in Wetzlar, öffentlicher Luftschutzbunker und unterirdische Produktionsstätte der Leitzwerke

## B
- Barbara I – Sprengstofffabrik der Verwertchemie bei Allendorf (heute Stadtallendorf)
- Barbara II – Sprengstofffabrik der WASAG bei Allendorf (heute Stadtallendorf)
- Barbe – Untertage-Verlagerung von Teilen der Mannesmannröhren-Werke durch Häftlinge der KZ-Außenlager Haslach für die V-Waffen-Produktion
- Bergkristall – Unterirdisches Flugzeugwerk für die Großserienproduktion der Me 262 bei St. Georgen an der Gusen
- Biber II – Unterirdische Rüstungsproduktion im stillgelegten Kalibergwerk von Wansleben am See durch KZ-Häftlinge
- Bonit – Deckname für ein bisher unbekanntes Projekt in der Schiefergrube „Oertelsbruch“ bei Lehesten
- Brasilien – Attrappe/Scheinanlage 35 km nordwestlich vom Stuttgarter Hauptbahnhof (1940 bis 1943)
- Brasse – Untertage-Verlagerung der Produktion von Flugzeugmotoren der Daimler-Benz Motoren GmbH durch Häftlinge des KZ Neckarelz (siehe auch „Goldfisch“)
- Briefwaage – Fliegerhorst in Langendiebach
- Buchfink – Reparaturwerkstatt für Jagdflugzeuge Messerschmitt Bf 109 im Silscheder Tunnel der Bahnstrecke Witten–Schwelm
- Bulldogge – Unterirdische Teilefertigung für das Strahlflugzeug Me 262, die Flugbombe V1 und die Fernrakete V2 in den unterirdischen Salzbergwerken im heutigen Endlager Morsleben durch Häftlinge des KZ Beendorf (siehe auch „Iltis“)

## C
- Camp de Thil, als Erzabbau getarnt
- Carnallit – (Neuauffahrung im Sandstein für die HASAG Leipzig, oberirdisch Mineralölwerk Herrenleite mit 2 Destillationsanlagen, bei Pirna-Mockethal)
- Cerusit – unterirdische Forschungs- und Entwicklungsanlage Oberbayerische Forschungsanstalt der Messerschmitt AG bei Oberammergau
- Condor – unterirdische Rüstungsfabriken in den Straßentunnels der Gardesana Occidentale zwischen den Orten Gargnano und Riva del Garda. Untergebracht waren hier Produktionsstätten der Firmen Breda und Fiat. Hergestellt wurden Waffen und Flugzeugmotoren.

## D
- Dachs I – geplante Ölraffinerie der Deurag-Nerag in der Nähe der Porta Westfalica bei Minden[3]
- Dachs II – geplante Ölraffinerie der Dea bei Ebensee am Traunsee (auch Zement)
- Dachs III – geplante Ölraffinerie der Fanto Werke A.G. im Eisenbahntunnel bei Deutsch Brod (Protektorat)
- Dachs IV – geplante Hydrieranlage der Rhenania-Ossag in der Nähe von Osterode am Harz
- Dachs V – geplante Hydrieranlage der Ruhrchemie bei Willingen (Upland) im Hochsauerland, in dem Schieferbergwerk Grube Christine
- Dachs VII – unterirdische Auffahrung im Sandstein bei Pirna-Zatzschke zur Aufnahme der Destillationsanlagen Ofen 19-22 für die Deutsche Gasolin. Noch 1944 begann über Tage die Benzinproduktion, die Erdöl aus dem Wiener Becken bei Zistersdorf verarbeitete, das per Bahn in Kesselwagen eintraf.[4]
- Dachs VIII – geplante Anlage in Mühldorf bei Glatz
- Dachs IX – geplante Anlage in Oslebshausen bei Bremen
- Diana – unterirdische Fabriken der Wiener Neustädter Flugzeugwerke. Gebaut wurden Messerschmitt Bf 109 in den Tunneln der damals stillgelegten Baustellen der Bahnstrecke Brünn–Deutschbrod in drei Eisenbahntunneln der Strecke bei Neudorf bei Gurein (tschechisch: Kuřimská Nová Ves)
- Diana II – teilweise unterirdischer Rüstungsbunker in Landsberg am Lech zur Herstellung von Flugzeugen Me 262, Do 335 und Ta 152 (nicht fertiggestellt)[5]
- Delphin – unterirdische Fabrik der Caproni-Werke im angebrochenen, aber noch nicht fertiggestellten Etsch-Gardasee-Tunnel in Torbole am Gardasee. Gebaut wurden Teile für die Me 163, Me 262, V1 und V2.
- Disthen – unterirdische Lichtpausabteilung der Flugzeugfirma Focke-Wulf im Harrlstollen
- Dora-Mittelbau – siehe „Mittelbau-Dora“
- Döbel – unterirdische Produktion von Panzerteilen der Firma MNH in Hannover-Ahlem[6]

## E
- Eichelhäher – in einem Tunnel der Bahnstrecke Witten–Schwelm
- Eichhörnchen – unterirdische Verlagerung der Herstellung von Zubehör für Flugzeuge und V-Waffen des Heinrichwerkes (Deckfirma des Sachsenwerkes Dresden-Niedersedlitz) in das Schaubergwerk Altenberg
- Eisbär – bei Heilbronn
- Eisenkies – unterirdisches Hydrierwerk in einem Steinbruch im Sauerland (auch Schwalbe I)
- Ente – Fertigungsanlage bei Eschenlohe für Flugzeugteile der Messerschmitt AG
- Esche I – Doggerstollen, für die Produktion von BMW-Flugzeugmotoren bei Hersbruck
- Esche II – siehe B8 Bergkristall

## F
- Falke – Reichsbahntunnel in Schwelm
- Felsennest – Führerhauptquartier in Rodert
- Forelle – unterirdische Rüstungsfabrik untergebracht in den Straßentunnels der von Bozen in das Sarntal führenden Staatsstraße. Im Auftrag der HASAG sollte Munition für Handfeuerwaffen hergestellt werden. Kurz vor Kriegsende fertiggestellt, aber nicht mehr in Betrieb genommen.[7]
- Friedland – Sprengstofffabrik nördlich von Hessisch Lichtenau

## G
- Gazelle – KZ-Außenlager Weferlingen (Außenkommando des KZ Buchenwald in Walbeck)
- Ginster – Festung auf und an dem Adamsberg (bei Altendorf)
- Gisela – Nachrichtenbunker in Gießen
- Glaskopf – Untertageverlagerung am Windmühlenberg Salzgitter-Bad[8]
- Gneis – Treibstofflager in Kammerforst (Ellrich)
- Goldammer – im Klosterholztunnel der Bahnstrecke Witten–Schwelm, Reparaturwerkstatt für Jagdflugzeuge Messerschmitt Bf 109
- Goldfisch – Auslagerungsprojekt des Flugmotorenwerks Daimler-Benz Motoren GmbH in Genshagen, einem Tochterunternehmen der Daimler-Benz AG, ins KZ Neckarelz (Mosbach-Neckarelz), von März 1944 bis März 1945 ein Außenlager des KZ Natzweiler-Struthof. Dies betrieb u. a. mehrere Stollen bei Asbach am Neckar, in denen Daimler-Benz-Flugmotoren in Zwangsarbeit gefertigt wurden.
- Gurami – unterirdische Produktion für Transavia, Lauenburg/Pomm. bei Böhlscheiben in Thüringen

## H
- Hecht – Produktionsstätte 1–6, unterirdische Produktion von V1, Bordfunkgeräten, Kurbelwellen für U-Boot-Motoren sowie Bau von Flugzeugteilen in den Asphaltgruben im Hils in Holzen, Südniedersachsen
- Heller – Flugzeugfahrwerke in der Höhle Heimkehle bei Uftrungen
- Hochwald – Hauptquartier für Heinrich Himmler in Großgarten (bis 1938: Possessern, heute: Pozezdrze, Polen)
- Hummer – (unterirdisches Objekt, altes Gipswerk bei Schlesisch Neuland (Nawojów Śląski), Polen)
- Hydra – (Projekt B 3a) geplante Produktion der Boden-Luft-Flugabwehrrakete Henschel Hs 117 („Schmetterling“) und Hs 298 („Taifun“) durch die Henschel Flugzeug-Werke im Himmelsberg bei Woffleben; (Projekt B 3b) geplante Erweiterung mit Verbindungsstollen zu B 3a im Mühlberg bei Niedersachswerfen, wurde im Oktober 1944 nach zwei Monaten Anlaufphase wieder eingestellt.

## I, J
- Iltis – siehe auch „Bulldogge“
- Jakob (auch Jacob): im Juni 1944 geplante Destillieranlagen für Flugbenzin und Vergaserkraftstoff in unterirdischer Anlage, in der Kemmlitz bei Hirschfelde (Jakob II, unvollendet) und in Berbersdorf, nicht ausgeführt

## K
- Kaolin – (Projekt B12) geplanter Bau von Strahltriebwerken bzw. Flugzeugen im Kohnstein bei Niedersachswerfen mit dem direkt angrenzenden KZ-Außenlager Woffleben
- Kaulquappe – Verlagerung kriegswichtiger Produktionsteile der Jenaer Glaswerke Schott & Gen. in den Staatsschieferbruch bei Lehesten
- Karl – dritte und größte der Pulverfabriken der Eibia GmbH bei Liebenau und Steyerberg
- Kauz – Reichsbahntunnel Schee der Bahnstrecke Hattingen–Wuppertal bei Wuppertal
- Kellerbau – Flugzeugproduktion (Me 262) für Messerschmitt GmbH und Teile für Maschinenpistolen für Steyr-Daimler-Puch AG beim Konzentrationslager Gusen
- Kiebitz – Produktionswerk von BMW Flugmotoren im Elsass, Markirch[9]
- Kiefer – Munitionswerk bei Herzberg am Harz im Siebertal
- Kies – bei Ebelsbach, Kugellagerproduktion, nie in Betrieb gegangen[10]
- Kiesel – Eugen Grill Werke in Hallein, Rüstungsbetrieb, Untertageverlagerung
- Kilian – U-Boot-Bunker Kilian in Kiel
- Klumpfisch – für Aeromaschinen Bayreuth, Schiefergrube Gut Glück Limbach
- Knurrhahn – unterirdische Produktion der Venuswerke AG (Deckfirma der Junkers-Werke) Venusberg, im Kalk- und Marmorwerk Herold bei Thum
- Kolibri – fertiggestellter, aber unbenutzter Tunnel im Verlauf der heutigen A24 bei Barsbüttel
- Koralle – zentrale Marine-Funkleitstelle für U-Boote in Lobetal
- Kormoran – Tunnel der Bahnstrecke Meckesheim–Neckarelz bei Asbach, siehe KZ Neckarelz
- Kranich – Unvollendeter Eisenbahntunnel bei Urbis im Elsass = Außenstelle des KZ Natzweiler-Struthof in Wesserling, für Kraftstoffe
- Krake – bei Großneundorf
- Kuckuck – unterirdische Produktionsstätte und Außenlager des Durchgangslagers Bozen, untergebracht im Straßentunnel der Brennerstaatsstraße unter dem Virgl in Bozen. Hergestellt wurden Kugellager für die IMI aus Ferrara.[11]
- Kuno – Neuauffahrung im Sandstein für Autoinstandsetzung durch Dienststelle Major Grünberg, Riesa, bei Herrnskretschen (Hřensko), Tschechien
- Kuno 1 und 2 (Fertigung der Me 262 in Waldwerken im Scheppacher Forst)
- Kurfürst – Hauptquartier des Oberkommandos der Luftwaffe (OKL) bei Potsdam
- Kraftwerk Nord West (KNW), der V2-Bunker bei Éperlecques

## L
- Lachs – REIMAHG Werk „A“, unterirdische Produktion der Me 262 im Walpersberg bei Kahla Thüringen
- Lachs – Teile der Fischer-Tropsch-Anlage des Treibstoffwerks Rheinpreußen, unterirdische Anlage zur Ethanolherstellung bei Bredelar im Sauerland[12][13]
- Languste – Flugzeugfabrik der Heinkelwerke in der Seegrotte in der Hinterbrühl mit dem angrenzenden KZ-Außenlager des KZ Mauthausen
- Lanzettfisch – Schiefergrube Blaues Glück bei Roda
- Lava – Baugruppen für Jäger im „Alter Stolln“ mit dem angrenzenden KZ-Außenlager Stempeda

## M
- Magnesit – Goldbacher Stollen bei Überlingen, geplant als Produktionsstätte der Friedrichshafener Rüstungsunternehmen, Ausbau durch Häftlinge des KZ Überlingen-Aufkirch (zu Dachau)
- Makrele 1 und 2 – bei Halberstadt, ehemaliger Brauereikeller, Produktion von Flugzeugteilen (Junkers)
- Malachit – bei Halberstadt in den Thekenbergen nahe Langenstein – geplante Produktionsstätte für Junkers Strahltriebwerke
- Mansfeld, KZ Wansleben
- Marmor – Stollenanlage zur Verlagerung von Teilen des Flugmotorenwerks Graz-Thondorf, Nebenlager des KZ Mauthausen[14]
- Meise – der Schwelmer Tunnel sowie der Linderhauser Tunnel der Bahnstrecke Witten–Schwelm, Reparaturwerkstatt für Jagdflugzeuge Focke-Wulf Fw 190
- Meerschaum – unterirdisches Torpedo-Arsenal Mitte bei Schwarza
- Minette – VW-Rüstungsproduktionsstätte in Lothringen
- Molchfisch – Schiefergrube Wagners Glück zwischen Limbach und Marktgölitz
- Molch III und Molch IV – (unterirdische Objekte der I.G. Farben Auschwitz zur Teerdestillation, altes Kalkwerk Miltitz)
- Maifisch – Geplante Fertigung von Flak-Rohren (Krupp) bei Halberstadt-Langenstein, lediglich Geländeanschnitt
- Mittelbau-Dora – Außenlager des KZ Buchenwald für den Stollenausbau und die Produktion der A4-Rakete im Stollensystem der Mittelwerk GmbH im Kohnstein bei Nordhausen. Ab 1944 eigenständiges Konzentrationslager

## N
- Nautilus – (unterirdische Verlagerung, Sandsteinhöhlen Wellnitz (Velenice u Zákup), Tschechien)

## O
- Ör – (unterirdische Verlagerung der Firma Rinkel GmbH Feinmechanische Rüstungsgeräte aus Göttingen in die natürliche Jettenhöhle bei Hörden am Harz; die Produktion wurde jedoch nicht mehr aufgenommen)
- Okapi – unterirdische Verlagerung der Maschinenfabrik Hamel AG, Chemnitz in den Merkur- und Plutoschacht des Steinkohlenbauvereins Gersdorf
- Olga – (Verbunkerte Nachrichtenzentrale des Sonderbauvorhabens III im Jonastal bei Crawinkel für ein mögliches Führerhauptquartier in Thüringen)
- Ortrud – für Marine in der Heidecksburg Rudolstadt
- Ofen – siehe oben Dachs. – Kleindestillationsanlagen für die Herstellung von Kraftstoff. Sie waren so klein, dass sie in Stollen und Steinbrüchen untergebracht werden konnten. In ihnen wurde aus Rohöl Benzin und Diesel destilliert. Die Rückstände aus diesem Vorgang wurden in Hydrieranlagen „Dachs“ weiterverarbeitet. Das Benzin wurde meist in einer weiteren Anlage gecrackt d. h. weiter aufgespalten (Anlage „Jakob“)
- Ofen I & II Kleindestillationsanlagen der Deurag-Nerag im Extertal bei Rinteln (Gutshof Bögerhof)[15]
- Ofen III & IV Kleindestillationsanlagen der Deurag-Nerag in Brunkensen (Glenetal).[16][17]
- Ofen V & VI in Messinghausen[18]
- Ofen VI & VIII in Mühlenbein bei Brilon[18]
- Ofen IX & X Krackanlage der Mineralölwerke Lützkendorf in Mühlental bei Rübeland[19][18]

## P
- Pekten – Rentschenbruch bei Probstzella für Fa. Wirths-Bach & Co. (abgelehnt), auch als Kleiderlager der Wehrmacht vorgesehen. Durch Einsatz von Franz Itting wurde die Nutzung verhindert. (Betonverschluss des Stollens)
- Pikrit – unterirdische Produktion Arado Ar 234 bei Krölpa
- Pumpwerk Misdroy – V3-Testgelände Laatziger Ablage auf Wolin

## Q
- Quarz I B9 – bei Melk Österreich Kugellagerfertigung der Steyr-Daimler-Puch Werke
- Quarz II B10 – bei Roggendorf (Österreich) geplant

## R
- Rebhuhn (Projekt A1) – Flugzeugproduktion im Lengericher Tunnel bei Lengerich (Westfalen)[20]
- Rebstock – Silberbergtunnel und Kuxbergtunnel bei Ahrweiler, unterirdische Produktionslagen von Bodenanlagen zum Abschuss der Rakete V2 – siehe auch KZ-Außenlager Rebstock
- Reuter – Sprengstofffabrik bei Dömitz an der Elbe
- Richard I – unterirdische Fertigung von Panzermotoren der Elsabe AG Leitmeritz (Deckfirma der Auto Union AG in Chemnitz), Leitmeritzer Kalk- und Ziegelwerke AG bei Leitmeritz, Tschechien
- Richard II – unterirdische Produktion der Osram GmbH Berlin, Kalkgrube Höring bei Leitmeritz, Verbindungsquerschlag zu Richard I
- Ringelnatter – unterirdische Produktion Schott & Gen., Jena
- Ring me – unterirdische Produktion für Messerschmitt Bf 109 bei Saal an der Donau, nicht in Betrieb genommen.
- Ringeltaube – Rüstungsprojekt in drei gigantischen unterirdischen Bunkern zur Produktion des Düsenjägers Messerschmitt Me 262 im Frauenwald im oberbayerischen Landsberg am Lech bzw. Kaufering, siehe bei KZ-Außenlagerkomplex Kaufering
- Riese – (Führerhauptquartier und mindestens sechs unterirdische Fabrikationsanlagen im Eulengebirge, bei Wüstewaltersdorf (Walim), Polen)
- Rotbutt – A4-Triebwerksprüfstand im Tagebau des Örtelsbruch bei Schmiedebach mit unterirdischen Versorgungsanlagen
- Rotfeder – Schiefergrube Kirchberger Glück bei Reichenbach, Thüringen
- Rotzunge – Grube bei Hochhausen, siehe KZ Neckarelz

## S
- S III[21] – (Geplantes Führerhauptquartier im Jonastal bei Arnstadt)
- Saibling – unterirdische Produktionsstätte in einem Steinbruch bei Costozza, einem Ortsteil von Longare in den Euganeischen Hügeln. Produziert wurden von Alfa Romeo, Officine Meccaniche Reggiane und Isotta Fraschini Flugzeugmotoren Junkers Jumo 213, Kondensatoren und Kraftstoffpumpen.[22]
- Salamander – bei Bochum
- Saphir – im Hardtkopf bei Elbenberg in Landkreis Kassel (unterirdische Fabrikation von Flugzeugmotoren, nicht fertiggestellt)
- Sardine – bei Eisfeld
- Schachtelhalm I + II (unterirdische Motorenproduktion von Daimler und Maybach im Ostwall)
- Schakal – unterirdische Verlagerung der Panzergetriebefertigung der Adlerwerke in die Heeresnebenmunitionsanstalt im Kalibergwerk Neuhof bei Fulda (nicht fertiggestellt)
- Schill – (unterirdische Produktion der Conti Autoreifenfabrik Hannover, in den Braunsdorfer Dolomitwerken)
- Schildkröte – Schiefergrube Glückauf, Betrieb Heimann, unterirdisches Lager der Kriegsmarinewerft Kiel bei Unterloquitz sowie IG Farben-Verlagerung Steinbock II
- Schlammpeitzger – (unterirdische Produktionsstätte der Aero-Stahl, Köln für Einspritzpumpen für den Flugzeugmotor BMW 801), Ofenkaulen, bei Königswinter
- Schlier – KZ-Nebenlager Redl-Zipf
- Schwalbe I unterirdisches Hydrierwerk der Gelsenberg-Benzin AG in einem Steinbruch im Sauerland bei Oberrödinghausen
- Schwalbe II – Neuaufschluss im Sandstein zur Benzinherstellung der Brabag, im Sandsteinbruch Niedere Kirchleite bei Königstein
- Schwalbe III – Neuaufschluss im Sandstein für Maschinenbau der Hydrierwerke Brüx, im Polenztal bei Bad Schandau
- Schwalbe IV – Finnentrop im Sauerland; geplante Betreiberfirma Gelsenberg-Benzin AG – Hydrierwerk
- Schwalbe V – unterirdisches Hydrierwerk, bei Berga/Elster
- Schneehase – (unterirdische Produktion von Flugmotoren für die REIMAHG in der Maxhütte bei Großkamsdorf)
- See I – Sprengstofffabrik bei Ueckermünde
- See II – Sprengstofffabrik bei Torgelow
- Seelachs – Fertigung von Messerschmitt-Flugzeugteilen – Kematen in Tirol
- Seewerk – Bunker Falkenhagen – Produktion von „N-Stoff“ und Sarin durch die Deutsche Sprengchemie GmbH – Landkreis Märkisch-Oderland, Brandenburg
- Seezunge – (Produktion der Maschinenfabrik Pfauter, Chemnitz im dortigen Schaubergwerk Rabensteiner Felsendome)
- Silberfisch – (unterirdische Verlagerung bei Minden)bv
- Spatz – Trotzenbergtunnel, Sonderbergtunnel und Herrenbergtunnel bei Dernau – geplante Produktion der Fieseler Fi 103 – siehe auch KZ-Außenlager Rebstock
- Spielwarenfabrik – Nibelungenwerk in St. Valentin
- Star – Deutschbroder Eisenbahntunnel – geplante U-Verlagerung der Raffinerie der Fanto Werke A.G. – siehe Dachs III
- Steinbock – bei Heilbronn
- Steinbock II – Unterloquitz, Saalfeld, Thüringen – U-Verlagerung der IG Farben
- Stier – (unterirdische Verlagerung, Washington-Schacht bei Brüx)
- Stint – (unterirdische Verlagerung, Schumag AG, Aachen-Burtscheid, Hauptstrasse, seit 2015 durch Neubau über Zugang verschlossen)
- Stöhr I – (unterirdische Produktionsanlage für Elektronenröhren der Philips-Werke im Jakobsberg bei Porta Westfalica)
- Stöhr II – (unterirdische Kugellagerfabrik der Firma Dr. Ing. Böhme & Co Metallwarenfabrik aus Minden)
- Schotterwerk Nord West (SNW), der V2-Bunker bei Helfaut-Wizernes (Département Pas-de-Calais, Frankreich)

## T
- Tanne – Sprengstofffabrik bei Clausthal-Zellerfeld im Harz
- Taube – geplante Ölraffinerie der Kontinentale Öl in Schwarzholz
- Turmalin – geplante Produktionsstätten für Messgeräte der Magdeburger Fa. Schäffer & Budenberg in einem Stollensystem im Regenstein bei Blankenburg im Harz (siehe KZ-Außenlager Blankenburg-Regenstein); von der DDR zum Atombunker Komplexlager 02 ausgebaut, seit 1992 Bundeswehr-Sanitätsdepot („weltgrößte unterirdische Apotheke“)

## U
- Ulme – Sprengstofffabrik bei Christianstadt (Krzystkowice) in der Niederlausitz

## V
- Valentin – U-Boot-Bunker an der Weser in Bremen

## W
- Waldfest – Aktion im Bereich des Westwalls[23]
- Waldhof – Versuchsanlage zur Herstellung von Explosivstoffen der Eibia GmbH in der ehemaligen Gemeinde Bomlitz
- Walnuß I – teilweise unterirdischer Rüstungsbunker in München-Allach zur Herstellung von Flugzeugmotoren BMW 801 durch BMW Flugmotorenbau GmbH[24]
- Walnuß II – teilweise unterirdischer Rüstungsbunker der Messerschmitt AG bei Igling zur Herstellung des Kampfflugzeugs Me 262 (nicht fertiggestellt)
- Walo I – Forschungsanlage zur Herstellung von Explosivstoffen der Eibia GmbH bei Bomlitz
- Walo II – älteste der drei großen Pulverfabriken der Eibia GmbH bei Benefeld (damals Bomlitz, heute Walsrode)
- Wasserwerk – Bunker-Stellungen zur Montage und zum Abschuss von V1 oder V2 in Frankreich, z. B. in Siracourt
- Weingut I – teilweise unterirdischer Rüstungsbunker der Messerschmitt AG im Mühldorfer Hart zur Herstellung des Kampfflugzeugs Me 262 (nicht fertiggestellt)
- Weingut II – teilweise unterirdischer Rüstungsbunker der Messerschmitt AG bei Kaufering zur Herstellung des Kampfflugzeugs Me 262 (fertiggestellt)
- Weser – zweite der drei großen Pulverfabriken der Eibia GmbH bei Dörverden
- Wetterfrosch – Militärflugplatz Seyring
- Wilhelm, KZ Wansleben (Wansleben)
- Wiese –, mit den Decknamen Mansfeld, Biber II, A 6 und Wilhelm. Unterirdische V3-Abschussanlage Mimoyecques, 13 km südwestlich von Calais
- Wolfsschanze – Führerhauptquartier bei Rastenburg
- Wüste – Industriekomplex, um im Rahmen des Geilenberg-Programms Treibstoff aus Ölschiefer zu gewinnen.

## Z
- Zander – (unterirdische Verlagerung der Zeiss-Ikon-Werke Dresden, Kalkwerk Nentmannsdorf)
- Zaunkönig – akustisch gesteuerter Torpedo der Kriegsmarine
- Zechstein – (Neuauffahrung im Sandstein für die Weser-Flugzeugbau GmbH aus Bremen, Rabstein bei Böhmisch Kamnitz (Ceská Kamenice), Tschechien)
- Zeisig – Zündkerzenproduktion der Firma Robert Bosch in einem Eisenbahntunnel zwischen Treis und Bruttig der unvollendeten Rechten Moselstrecke
- Zeolith – Aufnahme der Projekte „Ofen“ und „Schwalbe“ in einen neu zu erstellenden Stollenbau im Brockbachtal bei Ibbenbüren[25]
- Zement B1 – In Ebensee entstanden 2 riesige Stollenanlagen, die anfangs für die Heeresversuchsanstalt Peenemünde als Produktionsstätte für das A4-Programm (V2) vorgesehen war.[26]
- Zingel – siehe auch „Steinbock II“ bei Unterloquitz
- Zinnstein – für Junkers, später Treibstoffe und Flüssig-O2 im Kohnstein (Niedersachswerfen)
- Zitteraal – Windkanal im Ötztal – Der Stollen verläuft quer durch den Amberg.
- Zope – unterirdische Produktionsstätte im Kraftwerkstunnel Cimena südwestlich von Chivasso an der Straße Turin–Chivasso. Kugellagerproduktion der Officine di Villar Perosa.[27]